# Hornick, Iowa
Hornick là một thành phố thuộc quận Woodbury, tiểu bang Iowa, Hoa Kỳ. Năm 2010, dân số của thành phố này là 225 người.

## Dân số
Dân số qua các năm:
- Năm 2000: 253 người.
- Năm 2010: 225 người.